# Archerfield Aerodrome
Archerfield Aerodrome är en flygplats i Australien. Den ligger i kommunen Brisbane och delstaten Queensland, omkring 12 kilometer söder om delstatshuvudstaden Brisbane.
Runt Archerfield Aerodrome är det tätbefolkat, med 493 invånare per kvadratkilometer.. Närmaste större samhälle är Brisbane, omkring 12 kilometer norr om Archerfield Aerodrome. 
Runt Archerfield Aerodrome är det i huvudsak tätbebyggt. Genomsnittlig årsnederbörd är 1 424 millimeter. Den regnigaste månaden är januari, med i genomsnitt 275 mm nederbörd, och den torraste är oktober, med 21 mm nederbörd.